# Chlorodrepana sellata
Chlorodrepana sellata är en fjärilsart som beskrevs av M.Gaede 1917. Chlorodrepana sellata ingår i släktet Chlorodrepana och familjen mätare. Inga underarter finns listade i Catalogue of Life.